# Puk (Sagengestalt)

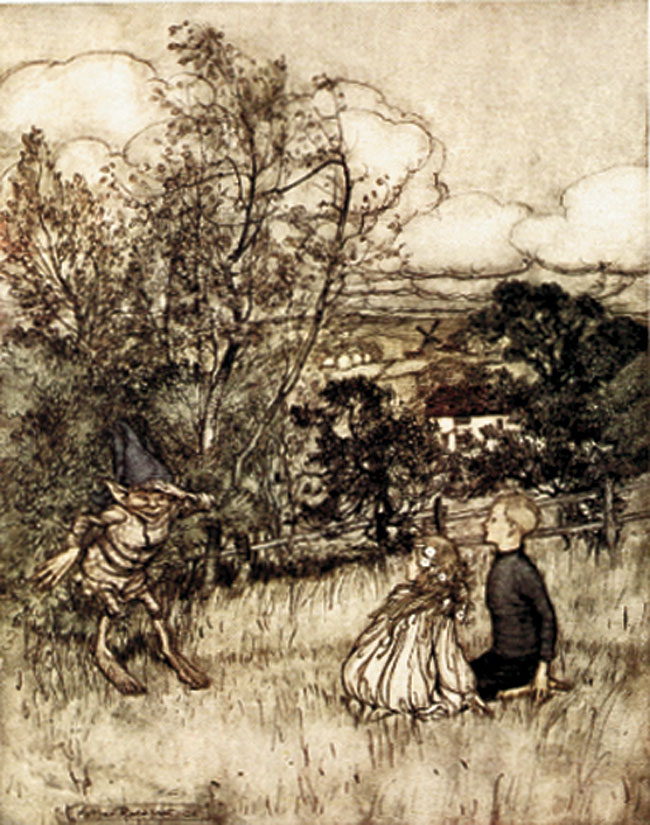
Illustration eines Puks von Arthur Rackham (1906)

Der Puk oder Puck (niedersächsisch: de Puk) ist eine zwergenwüchsige Figur unbestimmten Geschlechts der nordischen Volkssagen. Puks leben mit den Menschen zusammen und gehören in die Gruppe der Elfen aus der germanischen Mythologie. Puk selbst wurde möglicherweise aus dem baltischen Volksglauben (Pukis) entlehnt, wird aber auch mit dem keltischen Púca in Verbindung gebracht.
Der Puk zeigt folgende Eigenschaften:
- Den Menschen erscheint er im Normalfall durch seine Mütze, welche eine Tarnkappe ist, unsichtbar. Zuweilen nimmt er eine Art Geistform an, die ihm erlaubt, mit Toten zu kommunizieren.
- Wird der Puk mit regelmäßigen Speisen und Getränken gut behandelt, so ist er, im Verbund mit anderen Sagengestalten wie Zwergen und Riesen, in der Lage, das Wohlergehen der Bewohner und deren Tiere positiv bis hin zum Reichtum zu beeinflussen. Wird er jedoch schlecht behandelt, fügt er den Bewohnern schwere Schäden zu, die nicht selten in Wahnsinn oder mit dem Tod enden.
- Puke hausen meist auf dem Dachboden. Manchmal verbleibt ein Puk in einem verlassenen Haus, es kommt jedoch vor, dass er zusammen mit den Menschen den Umzug vornimmt.
- Im Schiff lebt ebenso wie im Haus ein Puk, der sich allerdings Klabautermann nennt. Alles was auf „Landpuke“ zutrifft, gilt auch für den Klabautermann.

Im nordischen Sprachraum findet sich eine entsprechende Sagenfigur als Nisse (so in Dänemark, Norwegen, Skåne und Gotland) bzw. Tomte (in Schweden und Finnland). In Schleswig (Südjütland) beiderseits der deutsch-dänischen Grenze ist die Figur auch als Nis Puk (auch Nes Pük im Sylter Friesischen und Nis Pug(e) im Dänischen) bekannt. Beispiele aus der Sagenwelt wären der Nis Puk vom Lindewitt-Hof bei Flensburg oder der Fährknecht Nis von Holnis bei Glücksburg, also ebenfalls in der Nähe von Flensburg.
Der Puppenspieler Walter Büttner benannte eine seiner bekanntesten Figuren – abgebildet in zahlreichen Publikationen und auf dem Cover einer der meistverkauften Kaspergeschichten-Schallplatten – in Anlehnung an Shakespeare „das Teufelchen Puck“.

## Ähnliche Gestalten
Etymologisch nahe verwandt sind folgende Sagengestalten:
- der friesländische „Puk“.
- der englische „Puk“ und davon abgeleitet die närrische Figur „Puck“ in Shakespeares Sommernachtstraum.
- der keltische „Púca“, der in unserer Zeit durch das Theaterstück Mein Freund Harvey von Mary Chase wieder größere Bekanntheit erlangte.
- der schwedische „Pocker“ (für Teufel).
- der isländische „Púki“ bzw. „Púkinn“ (für kleiner Teufel).